# 27540 Kevinwhite
27540 Kevinwhite è un asteroide della fascia principale. Scoperto nel 2000, presenta un'orbita caratterizzata da un semiasse maggiore pari a 2,5440742 au e da un'eccentricità di 0,0542085, inclinata di 10,43896° rispetto all'eclittica.